# Widmark-Piedmont-Gletscher
Der Widmark-Piedmont-Gletscher ist ein Vorlandgletscher vor der Graham-Küste des Grahamlands auf der Antarktischen Halbinsel. Er liegt zwischen der Holtedahl Bay und der Darbel Bay.
Luftaufnahmen der Hunting Aerosurveys Ltd. aus den Jahren von 1955 bis 1957 dienten dem Falkland Islands Dependencies Survey für eine Kartierung. Das UK Antarctic Place-Names Committee benannte den Gletscher 1959 nach dem schwedischen Augenheilkundler Eric John Widmark (1850–1909), ein Pionier auf dem Gebiet der Entstehung und Behandlung der Schneeblindheit.